# Armensko-azerbajdžanski rat
Za ratove između Armenije i Azerbajdžana krajem 20. i početkom 21. stoljeća, v. Sukob u Gorskom Karabahu.
Armensko-azerbajdžanski rat bio je oružani sukob oko pograničnih teritorija između mlade Republike Armenije i mlade Azerbajdžanske Demokratske Republike države od 30. ožujka 1918. do 28. studenoga 1920. 
Rat se odvijao povezano s Armensko-turskim ratom, te se nadovezao na ratne sukobe I. svjetskoga rata u kojemu su na Kavkazu vođene teške borbe između Osmanskog i Ruskog Carstva: raspad ta dva carstva omogućio je osamostaljenje Armenije i Azerbajdžana (također i susjedne Gruzije) na dijelu teritorija Ruskog Carstva - uz pretenzije Armenije na zahvaćanje dijela Osmanskoga Carstva nastanjenoga do toga doba Armencima, kojega je Rusko Carstvo nastojalo osvojiti u II. svjetskom ratu. Dvije mlade države od samoga su početka nastavile ratni sukob započet na Kavkazu 1914. god. između Ruskog Carstva na strani Antante i Turskog carsva na strani Cetralnih sila, koji je odah poprimio i stanovite etničke i vjerske komponente. Tako je Osmansko Carstvo nastojalo iskoristiti okolnost jezične i vjerske bliskost s Azerbajdžanom radi ostvarivanja svojih ratnih ciljeva u I. svjetskom ratu, a Rusko Carstvo je nastojalo iskoristiti težnje kršćanskih Armenca da oslobode Armeniju od turske vlasti.
Uspostava granica izmeđ Azerbejdžana i Armenije je bila komplicirana, jer su postojala široka područja s miješanim stanovništvom, često bez jasne azerske ili armenske većine; pretežno azerski Nahičevan je bio odvojen od drugih većinski azerskih područja, kao što je i predominatno armenski Gorski Karabah bio odvojen od drugih područja s armenskom većinom.
Rat je završio nakon što je pod udarima turskih i arezerskih snaga već slomljenu Armeniju napala još i sovjetska Crvena Armija: Armenija je prihvatila postati dijelom SSSR-a, sa statusom federalne jedinice. Sličnu sudbinu morao je uskoro prihvatiti i Azerbajdžan. Makar su sile Antante imale nakon I. svjetsko rata stanovite simpatije za armence koji su unutar granica Otomanskog Carstva i potom Turske doživjeli teške progone zbog povezivanja sa silama Antante (v. članak Genocid nad Armencima), nisu se bile spremne upustiti u ratovanje kako bi obranile suverenitet Armenije i ostvarile njene želje da pripoji dijelove Turske uz Crno more nastanjeno (do tada) Armencima. Naposljetku je Turska trajno zavladala zapadnim dijelom dotadašnjeg aremnskog etničkog prostora, a SSSR je na onom dijelu kojim je na dijelu ranijeg armenskog područja kojim je ranije vladalo Rusko Castvo uspostavilo Armensku Sovjetsku Socijalističku Republiku.
Nakon što su tijekom I. svjetskog rata snage Otomanskog carstva bile zauzele naftom bogato područje oko azerbajdžanskog Bakua, Britanske snage su iz Mezopotamije preko područja Irana nastojale krajem 1917. i početkom 1918. god. izbiti u Baku kako bi spriječile isporuku nafte s tamošnjih izvora Centralnim silama. Po okončanju rata zatražile su Sile Antante od turskih snaga da to područje predaju britanskim snagama - te su Britanci u određenoj podržalei nastojanja Azera da uspostave svoju vladavinu, umjesto vladavine boljševika iz Rusije; na početku suradnja s Azerima je bila prožeta međusobnim nepovjerenjem, jer je glavne azerske snage, "Vojsku Islama" s oko 12.000 vojnika bilo utemeljilo Otomansko carstvo, koje je vodilo težak rat protiv Britanaca, i pod vodstvom turskih časnika. U ratnom sukob između Armenije i Azerbejdžana - oko područja Gorskog Karabaha i susjednih krajeva - Ujedinjeno Kraljevstvo je politički podržalo azerbajdžansku stranu. Naposljetku se britanske snage međutim nisu upustile u ratni sukob koji bi eventualno odbio Crvenu armiju i spasilo neovisnost Azerbejdžana.